# ОШ „НХ Синиша Николајевић” Београд
„ОШ НХ Синиша Николајевић” је основна школа у Београду, општина Врачар, насеље Црвени Крст, Тимочка 24. Име носи по народном хероју Синиши Николајевићу. Школа има око 900 ученика, настава се одржава само у првој смени за ученике првог и другог разреда. Ученици од трећег до осмог разреда наставу похађају по сменама. Школа поседује фискултурну салу, има школског психолога, школског педагода и  библиотекара. Школа има организована стручна тела и тимове.

## Историја
Школа је основана 1945. године под називом VIII мушка непотпуна гимназија, настала због прелива ученика из II и IV мушке гимназије. Школа се налазила у згради приватног власништва Николе Узуновића, гимназије је прве школске године имала 17 одељења од I до IV разреда. Први директор школе је био Ђока Ђорђевић професор математике, школа је те прве школске године имала 677 ученика и 22 наставника. Крајем августа 1946. године школа се сели у улицу Грегори Димитов, у данашњу зграду V Београдске гимназије, и у тој згради се задржава до септембра 1948. године када се поново сели у Војислав Илић у истоименој улици број 78.
22. септембра школа мења назив  у IX мешовита гимназија, а 24. јуна 1954. године поново мења  назив у  XII београдска гимназија када су све школе измениле назив и сврстане су по бројевима. 24. јуна 1955. године града Београда школа постаје осмогодишња и одлуком народног одбора општине Неимар донео је одлуку о промени имена школе када добија и данашњи назив. 22. децембра 1960. године школа се сели у новоизграђену зграду школе у Тимочкој улици број 24 на Врачару, где се и данас налази.

## Стручна тела и  тимови
ОШ Синиша Николајевић у свом саставу има доста стручних тимова састављених од запослених у школи, ученика и родитеља.
- Стручни актив за развојно планиранје,
- Стручни актив за развој школског програма,
- Тим за заштиту ученика од дискриминације, насиља, злостављања и занемаривања,
- Тим за инклузивно образовање,
- Тим за обезбеђивање квалитета и развоја школе,
- Тим за професионални развој,
- Тим за професионалну оријентацију
- Тим за самовредновање,
- Тим за развој међупредметних компетенција.